# Operativni štab Slovenske vojske
Operativni štab Slovenske vojske je štab, ki deluje v sestavi Generalštaba Slovenske vojske.

## Poveljstvo

### Načelnikštaba
- kapitan bojne ladje Ljubomir Kranjc (11. januar 2002 - )
- kapitan Renato Petrič (pred 2002)